# 徐鷁
徐鷁（1507年—1583年），字鳴川，初號前峰，晚年更號潜丰，浙江嘉興府海鹽縣人，竈籍，明朝政治人物。

## 生平
浙江鄉試第四十四名舉人。嘉靖二十六年（1547年）中式丁未科會試第一百十一名，登第三甲第一百四十名進士。禮部觀政，初授常州府学教授，二十八年为江西乡试考试官，升南京国子监助教，擢工部都水司主事，历南刑部湖广司员外郎、本司郎中，出为肇庆府知府，升湖广按察司副使、備兵永衡郴桂。卒年七十七。

## 家族
曾祖徐暹；祖父徐宗嗣；父徐煜，母湯氏。永感下。兄徐鸛。弟徐鷴。子徐九容。